# Tit Liviu Chinezu
Boldog Tit Liviu Chinezu (Maroslaka, 1904. június 22. – Máramarossziget, 1955. január 15.) román görögkatolikus pap, titkos fogaras-gyulafehérvári segédpüspök, vértanú.

## Pályafutása
Apja görögkatolikus pap volt. Őt magát 1925-ben Rómába, a Szent Atanáz Pápai Görög Kollégiumba küldték tanulni: a Aquinói Szent Tamás Pápai Egyetem és a Propaganda Fide Pápai Városi Kollégium hallgatója volt, ahol filozófiából és teológiából doktorált. 1930. január 31-én szentelték pappá.
1931-ben visszatért Balázsfalvára, ahol a tanítóképző tanárává nevezték ki. 1937-ben a balázsfalvi teológiai akadémiára, majd 1947-ben Bukarestbe protopópának.
1948-ban a román görögkatolikus egyházat betiltották, templomait a román ortodox egyháznak adták, és a püspököket is megpróbálták rábírni az áttérésre. Október 28-án Chinezut 25 másik görögkatolikus pappal együtt letartóztatták, és a Neamți kolostorba hurcolták. Ezt követően átvitték a Căldărușani kolostorba, ahol a görögkatolikus püspököket tartották fogva.

### Püspöki pályafutása
1949-ben fogaras-gyulafehérvári segédpüspökké és regianai címzetes püspökké nevezték ki. December 3-án szentelte püspökké Valeriu Traian Frențiu nagyváradi görögkatolikus püspök, Iuliu Hossu kolozsvár-szamosújvári és Ioan Bălan lugosi püspök, valamint Ioan Suciu nagyváradi görögkatolikus segédpüspök segédletével. A szentelés a fogságban történt, és bár megpróbálták titokban tartani, a Securitate tudomást szerzett róla.
A román kommunista rendszer áldozatai közé tartozik. Számos más román és magyar értelmiségivel és egyházi vezetővel együtt politikai fogolyként tartották fogva a máramarosszigeti börtönben, és ott is hunyt el a megpróbáltatások következtében. A kényszermunka, éheztetés és hideg miatt súlyosan megbetegedett. Azzal az ürüggyel, hogy a kórházba viszik, egyedül egy fűtetlen cellába zárták, ahol két nap múlva halálra fagyott.
Fogva tartása eljárás és elítélés nélkül történt.

## Emlékezete
A vértanú görögkatolikus püspökök boldoggá avatását 1994-ben kezdeményezte a román görögkatolikus egyház. Ferenc pápa 2019. március 19-én jóváhagyta Tit Liviu Chinezu és hat társa boldoggá avatási dekrétumát. A pápa romániai látogatása alkalmával, 2019. június 2-án a balázsfalvi Szabadság mezején avatta őket boldoggá.